# J. Kenji López-Alt
James Kenji López-Alt vagy Kenji (Boston, 1979. október 31. –) amerikai séf, író.

## Tanulmányai
López-Alt a MIT-en szerzett diplomát építészetben. Az apja, Frederick Alt a Harvard genetikusa, immunológusa.

## Pályafutása
López-Alt több bostoni szakácsal is dolgozott, beleértve Barbara Lynchet, Ken Oringert. A Cook's Illustrated és az America's Test Kitchen folyóiratnál is tevékenykedett. Jelenleg a Serious Eats élelmiszerblog vezetője, illetve a Cooking Light rovatvezetője.
López-Alt első könyve, a The Food Lab: Better Home Cooking Through Science 2015 szeptemberében jelent meg W. W. Norton & Company kiadásában. A New York Times bestsellerlistás könyve, 2015-ben pedig megnyerte a James Beard Foundation Award által rendezett verseny általános főzési kategóriáját, valamint az International Association of Culinary Professionals által osztott A legjobb amerikai szakácskönyv és Az év szakácskönyve címeket.